# جو ماديسون
جو ماديسون (بالإنجليزية: Joe Madison)‏ هو مقدم برامج إذاعية أمريكي، ولد في 16 يونيو 1949.